# رابرت هنری
رابرت هنرای (انگلیسی: Robert Henri;‎/ˈhɛnraɪ/‎; ۲۴ ژوئن ۱۸۶۵ – ۱۲ ژوئیهٔ ۱۹۲۹) نقاش اهل ایالات متحده آمریکا بود. او از چهره‌های مطرح مکتب اشکن در رئالیسم آمریکایی و سازمان‌دهندهٔ گروه «هشت» (The Eight) بود که جمع نامنسجمی از هنرمندان مخالف با هنر محافظه‌کار و محدودکنندهٔ فرهنگستان ملی طراحی آمریکا بودند.

## نگارخانه

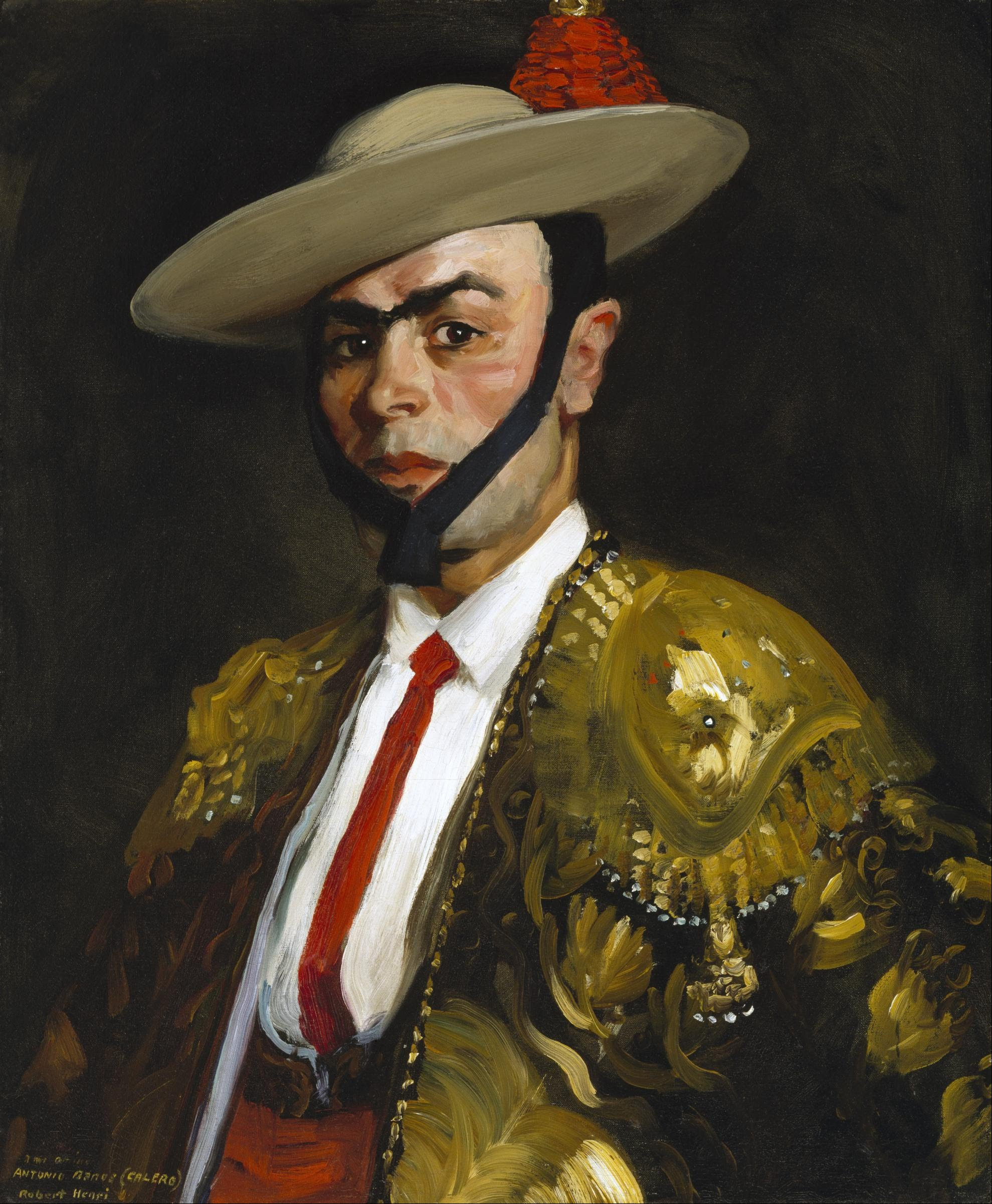
کالرو ۱۹۰۸ م. موزه هنرهای زیبای هیوستون
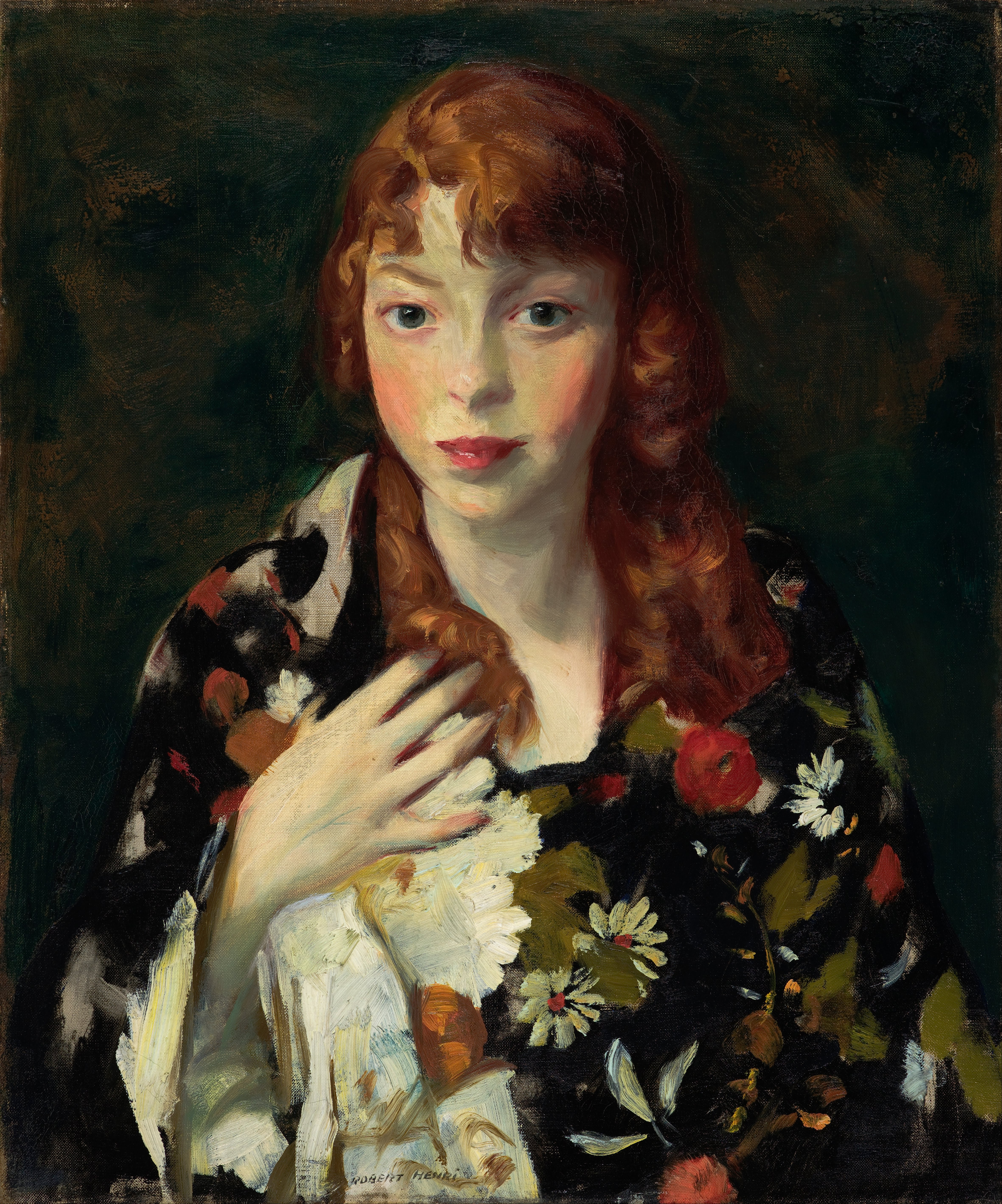
ادنا اسمیت در لباس ژاپنی حوالی ۱۹۱۵ م. موزه هنر ایندیاناپلیس
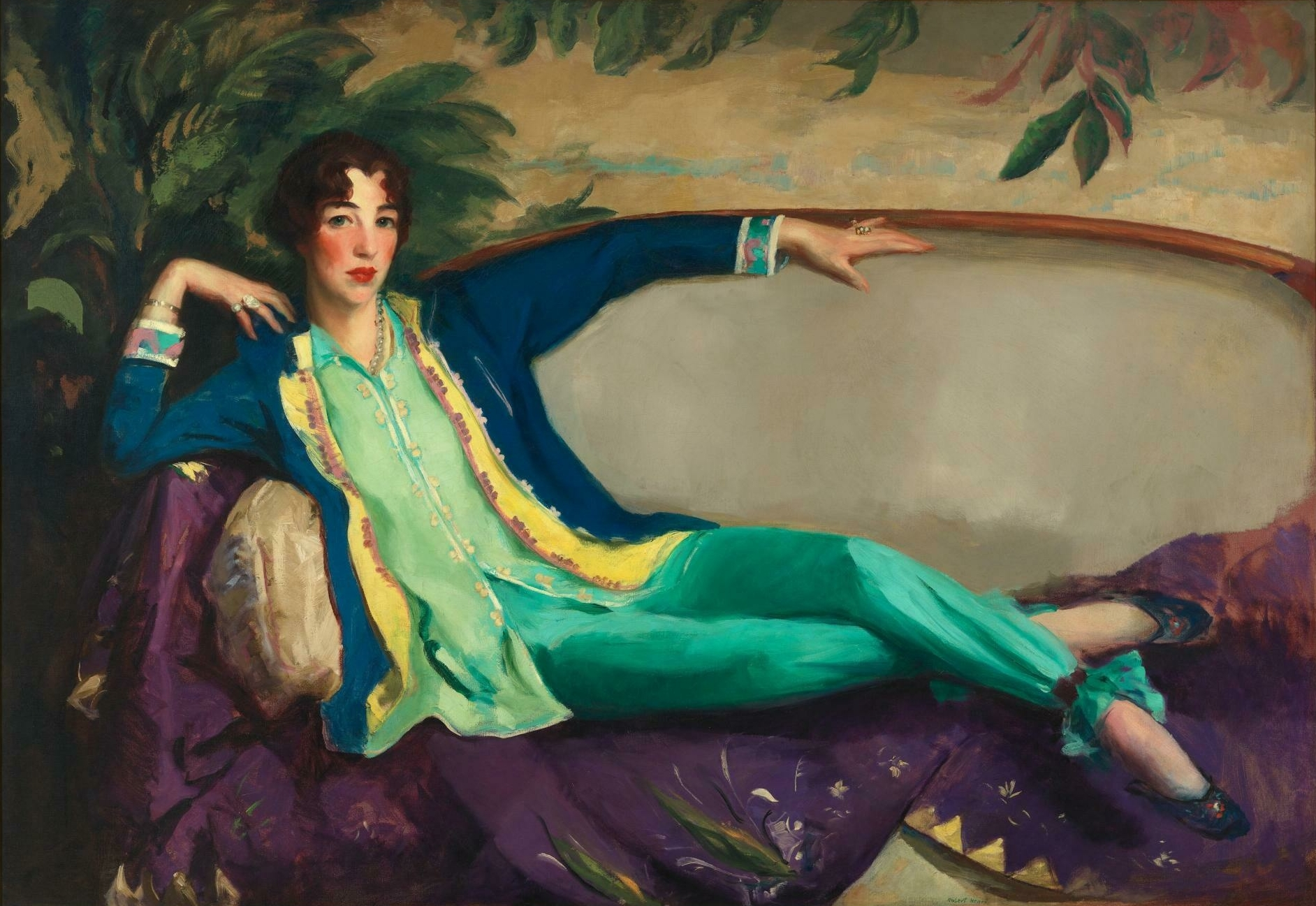
پرترهٔ گرترود وندربیلت ویتنی ۱۹۱۶ م. موزه ویتنی
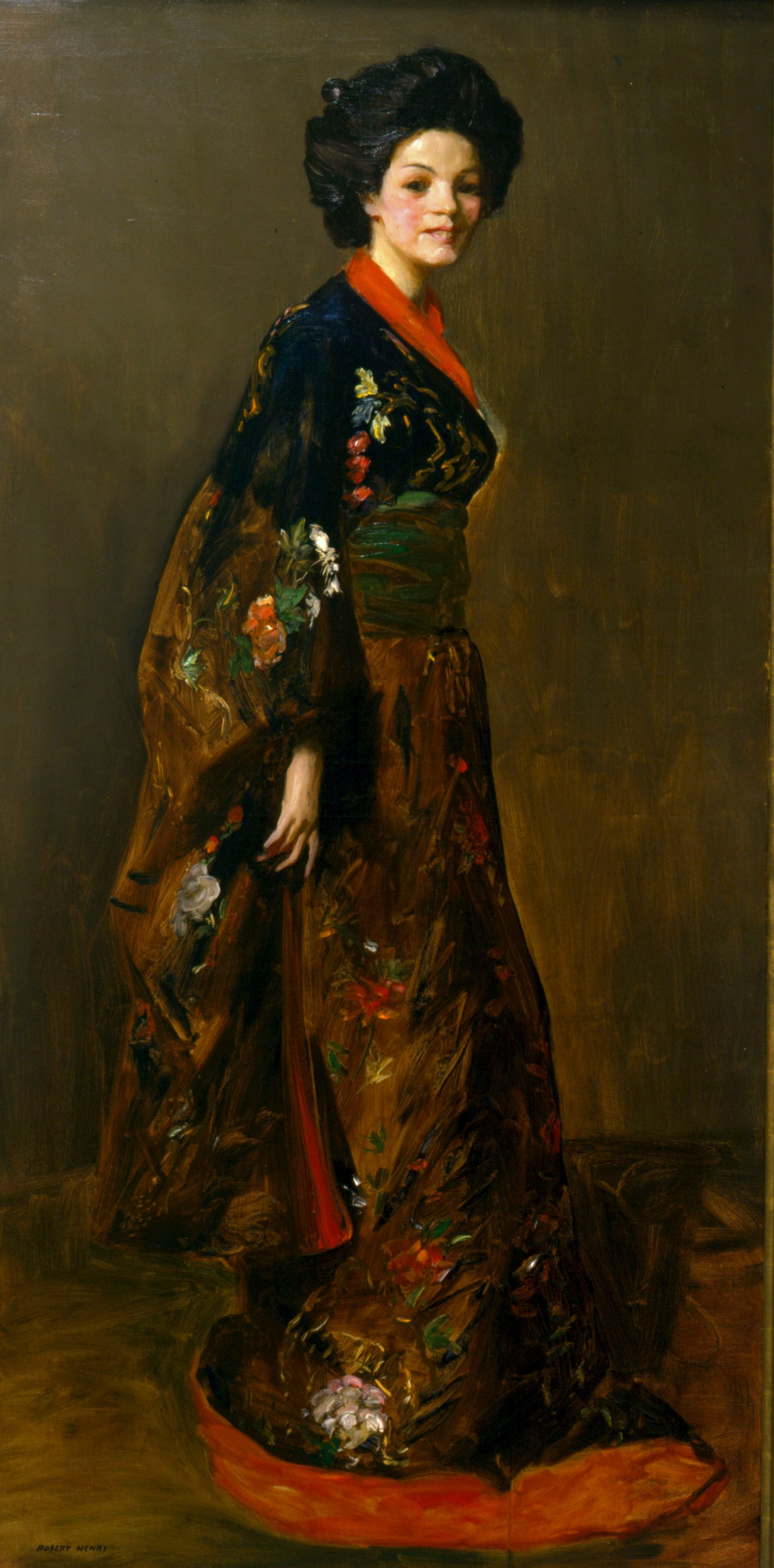
کیمونوی آبی ۱۹۰۹ م. موزه هنر نیواورلئان
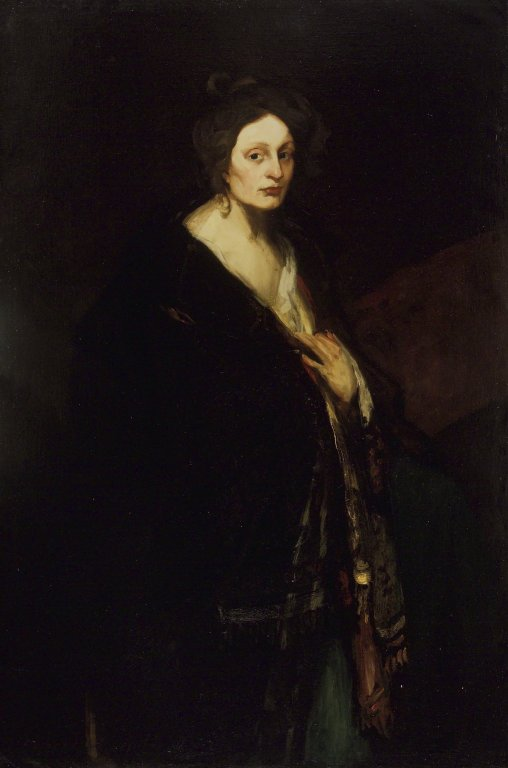
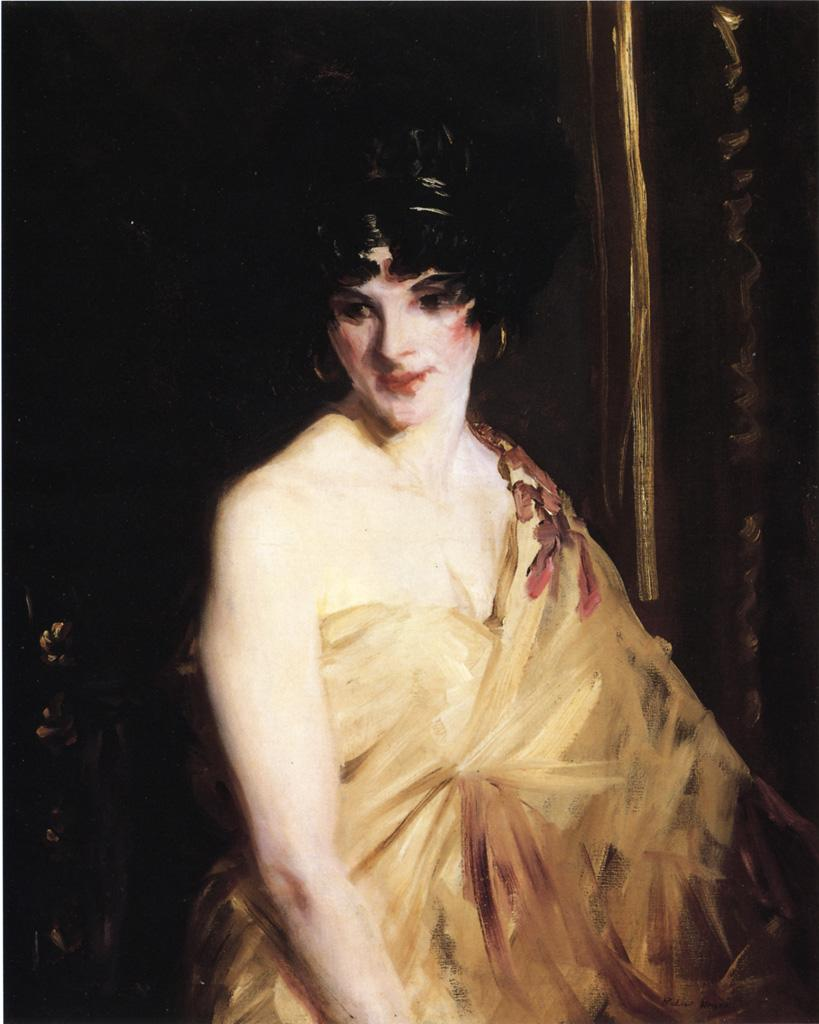
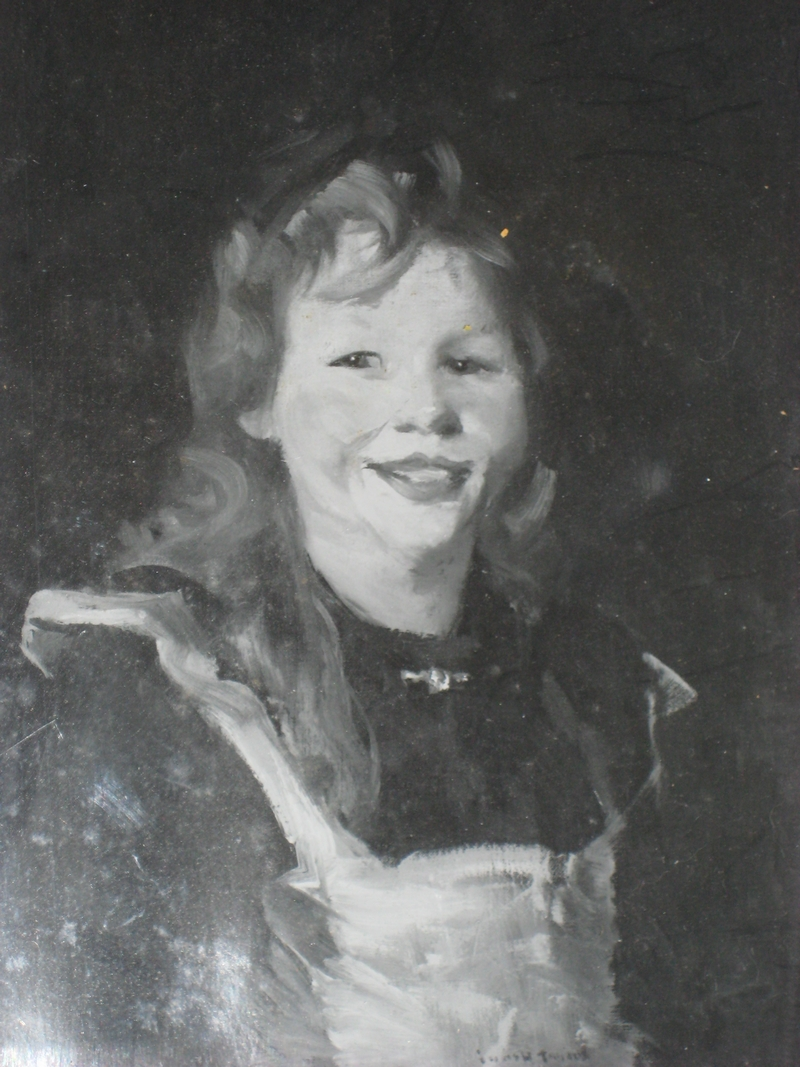
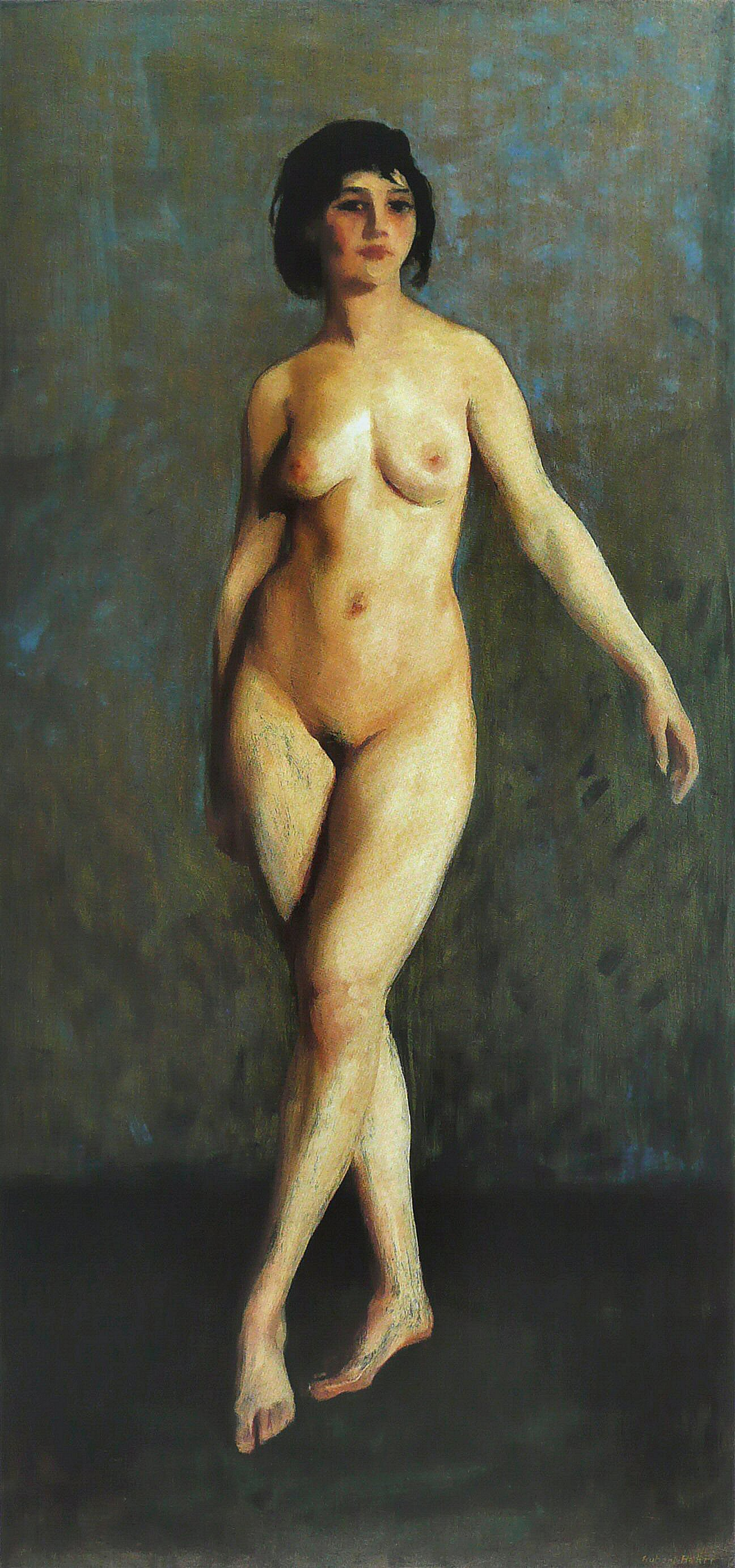
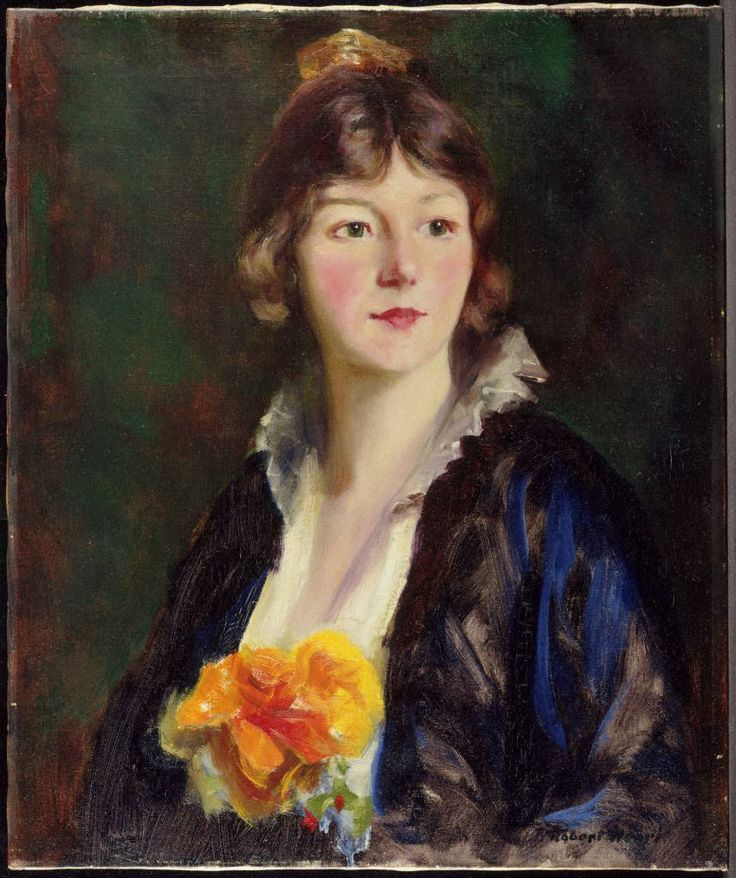
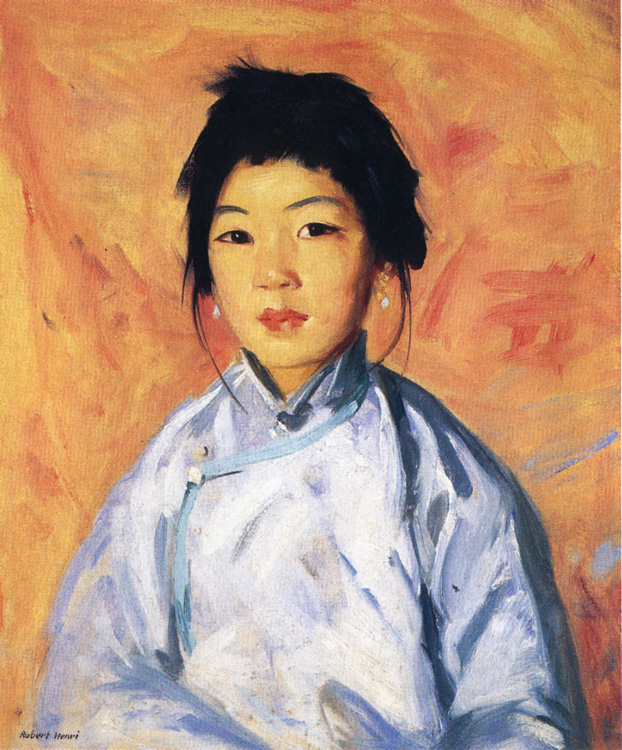
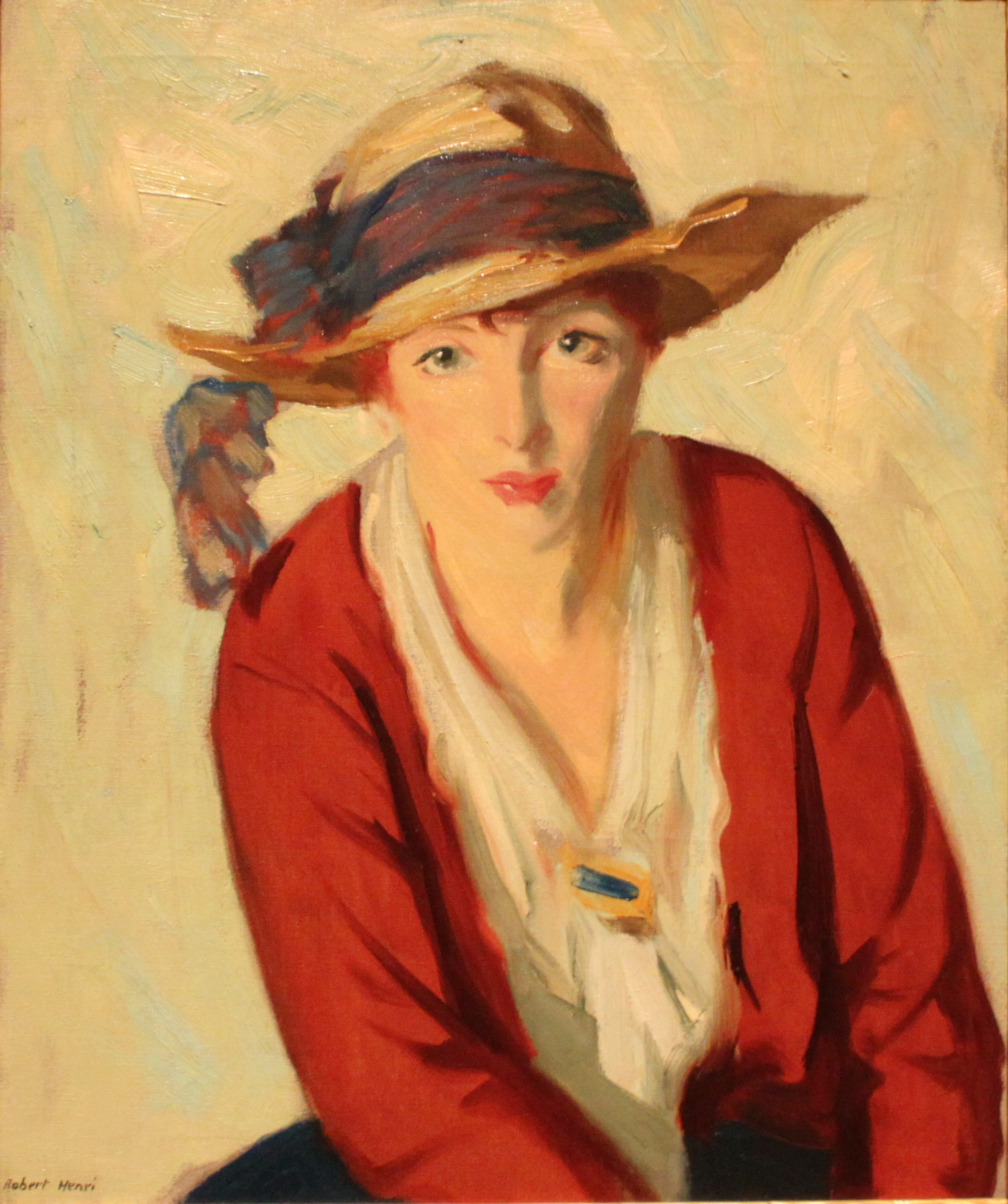
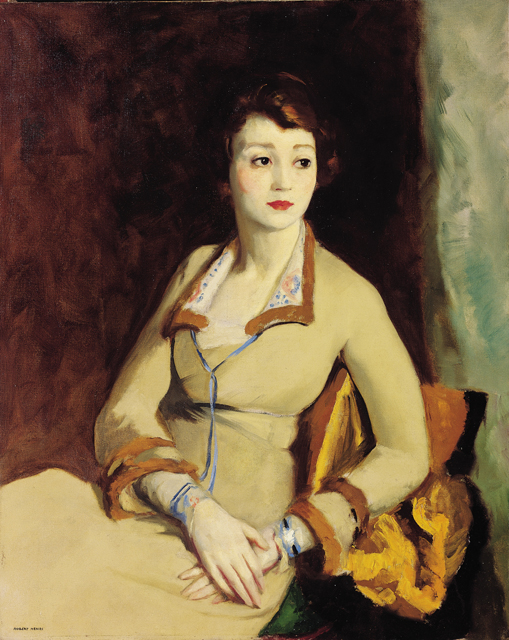
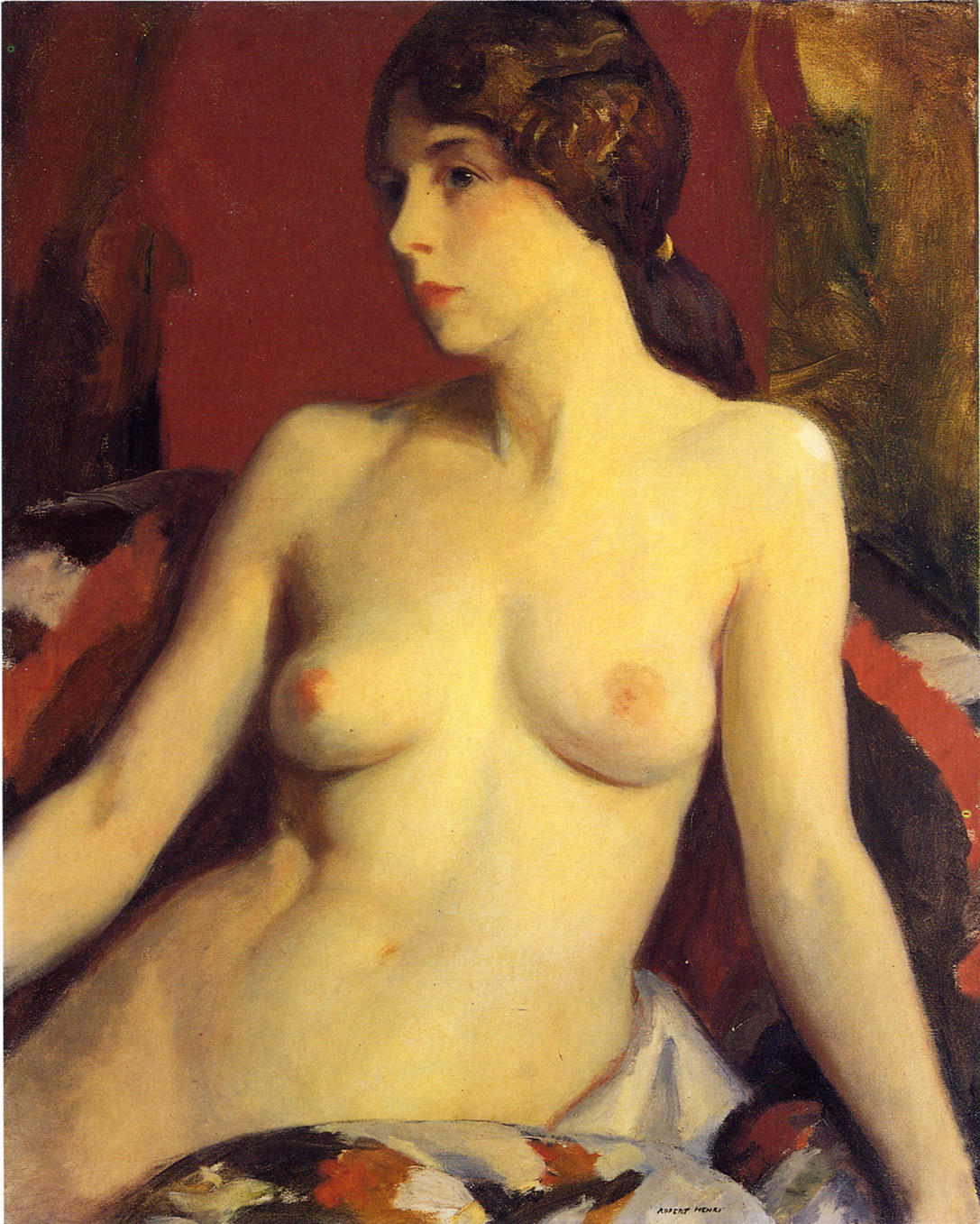
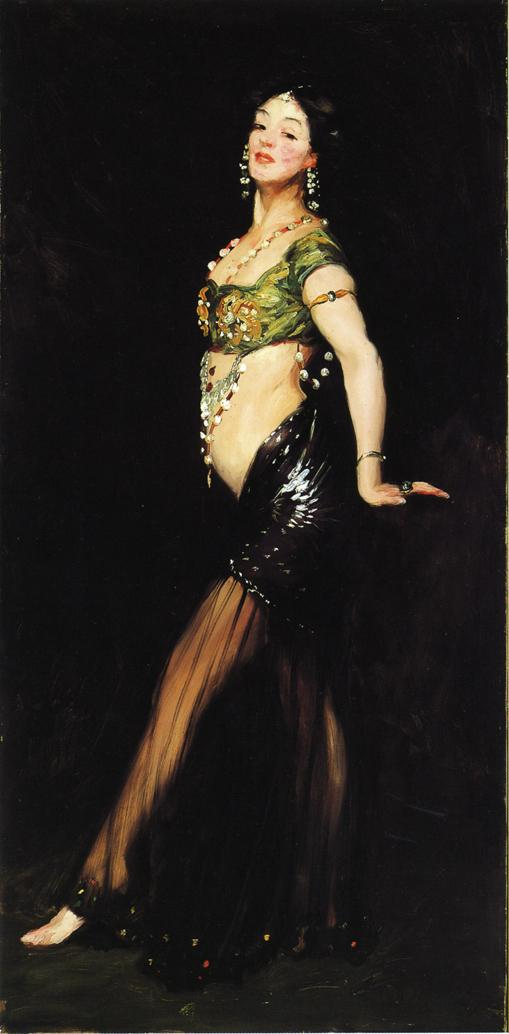
سالومه